# Trikoyo (Jaken)
Trikoyo is een bestuurslaag in het regentschap Pati van de provincie Midden-Java, Indonesië. Trikoyo telt 1733 inwoners (volkstelling 2010).